# Labdane
| Labdan         |                     |
| Strukturformel | Struktur von Labdan |
| CAS-Nummer     | 561-90-0            |
| PubChem        | 9548711             |
| Summenformel   | C20H38              |
| Molare Masse   | 278,5 g·mol−1       |

Die Labdane, oder auch Labdan-Diterpene, sind eine Stoffgruppe organisch-chemischer Verbindungen, aufgebaut aus natürlichen, bicyclischen Diterpenen. Ihr Grundgerüst, das Labdan, kommt in einer großen Vielfalt an Pflanzen vor, darunter in Salvia sp., Plectranthus sp. und Andrographis paniculata.

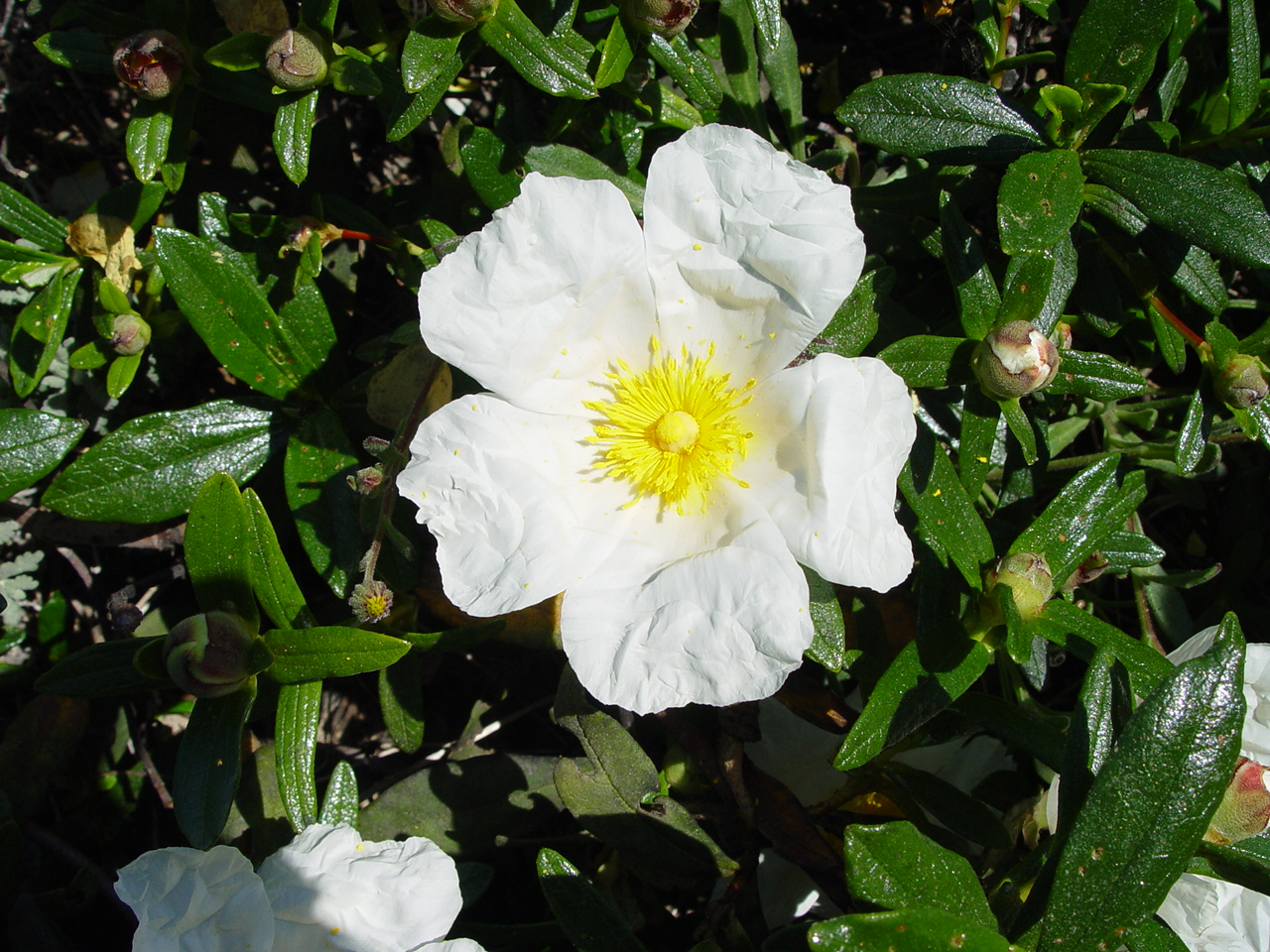
Laubblätter, Blütenknospen und geöffnete Blüte von Cistus ladanifer subsp. sulcatus

 Labdane bestehen aus einem Decalingerüst, mit vier Methylgruppen und einem 3-Methylpentylrest. Sie sind nach der ersten gefundenen chemischen Verbindung ihrer Klasse benannt, dem Labdan, welches aus Labdanum, einem Harz der Lack-Zistrose (Cistus ladanifer), gewonnen werden kann. Labdane weisen eine Vielzahl an biologischen Aktivitäten auf, unter anderem antibakterielle, antifungale und antiprotozoale Aktivität. Sie können zudem entzündungshemmend wirken und sind oft auch Duftstoffe.

## Beispiele von Labdanen
- Ambrein
- Abienol
- Forskolin
- Sclareol

## Externe Links zu erwähnten Verbindungen
1. ↑  Externe Identifikatoren von bzw. Datenbank-Links zu Labdan:  CAS-Nr.: 561-90-0, PubChem: 9548711, ChemSpider: 7827634, Wikidata: Q8214660.